# Art Wolfe
- Za ameriške televizijskega režiserja glej Art Wolff.
- Za ameriškega astrofizika glej Arthur Michael Wolfe.

Art Wolfe, ameriški fotograf in okoljevarstvenik, * 13. september 1951, Seattle, Washington, ZDA.
Wolfe je najbolj znan po svojih barvnih fotografijah živali, pokrajin in domorodnih kultur. Njegove fotografije dokumentirajo prizore z vseh celin in številnih krajev, zagovorniki okoljevarstva pa jih cenijo zaradi njihovega izrednega vizualnega vpliva.